# Xã Cedar, Quận Monroe, Iowa
Xã Cedar (tiếng Anh: Cedar Township) là một xã thuộc quận Monroe, tiểu bang Iowa, Hoa Kỳ. Năm 2010, dân số của xã này là 135 người.